# Medetera maynei
Medetera maynei är en tvåvingeart som beskrevs av Charles Howard Curran 1925. Medetera maynei ingår i släktet Medetera och familjen styltflugor.
Artens utbredningsområde är Kongo. Inga underarter finns listade i Catalogue of Life.